# Syd Howe
Sydney Harris „Syd“ Howe (* 28. September 1911 in Ottawa, Ontario; † 20. Mai 1976) war ein kanadischer Eishockeyspieler, der von 1929 bis 1946 für die Ottawa Senators bzw. St. Louis Eagles, Philadelphia Quakers und Detroit Red Wings in der National Hockey League spielte.

## Karriere
Howe begann als kleiner Junge in seiner Heimatstadt Ottawa auf dem Patterson Creek und dem Rideau Canal mit Schlittschuhen zu laufen. Er stand im Kader der Ottawa Gunner Juniors als diese als erstes Team aus Ottawa 1928 die Finalserie um den Memorial Cup erreichten. Dort unterlagen sie den Regina Pats.
In der Saison 1929/30 gab er bei den Ottawa Senators sein Debüt in der National Hockey League. In der folgenden Saison wurde er an die Philadelphia Quakers ausgeliehen. Es war die einzige NHL-Saison der Quakers. Nachdem die Senators nach dieser Saison ein Jahr aussetzten, sicherten sich die Toronto Maple Leafs die Rechte an ihm in einem Dispersal Draft. Die Maple Leafs schickten ihn aber die meiste Zeit zu ihrem Farmteam, den Syracuse Stars in der International Hockey League.
In der Saison 1932/33 kehrten die Senators in die NHL zurück und er spielte wieder in Ottawa. Zur Saison 1934/35 zog er mit dem Team um und spielte ein Jahr für die St. Louis Eagles. Nachdem das Team, das zu seinen finanziellen Schwierigkeiten vom Standort St. Louis nun mit deutlich höheren Reisekosten belastet wurde, nach Saisonende den Spielbetrieb einstellte, wurde Howe gegen Ende der Spielzeit an die Detroit Red Wings verkauft.
Bei den Red Wings schaffte er den endgültigen Durchbruch zum Leistungsträger. In seiner ersten vollständigen Saison 1935/36 gewann er mit Detroit seinen ersten Stanley Cup. So war auch dabei, als Mud Bruneteau das längste Playoff-Spiel der NHL-Geschichte gegen die Montreal Maroons entschied. Das Team konnte in der darauffolgenden Saison den Titel verteidigen. 1939 stand er im Kader des NHL All-Star Game für Babe Siebert. Am 19. März 1940 beendete er ein Playoff Viertelfinalspiel gegen die New York Americans nach 25 Sekunden. Für 29 Jahre war dies das schnellste Overtime-Tor in der NHL-Geschichte. Im Februar 1944 erzielte er sechs Tore in einem Spiel gegen die New York Rangers. Nur in der ersten NHL-Saison hatte Joe Malone einmal ein Tor mehr erzielt. Er wurde 1945 ins NHL Second All-Star Team gewählt. Howe war in allen Situationen einsetzbar, sowohl offensiv als auch defensiv, was ihm stets viel Eiszeit einbrachte. Nach der Saison 1945/46 beendete er seine NHL-Karriere. Mit seinen 528 Punkten war er bis dahin der erfolgreichste NHL-Spieler, wurde in der folgenden Saison jedoch von Bostons Bill Cowley überholt.
Ein Jahr später gab in Detroit der 18-jährige Gordie Howe sein Debüt, der mit Syd jedoch nicht verwandt ist. Letzterer spielte später noch in einer unteren Liga, bevor er seine aktive Karriere beendete.
1965 wurde er mit der Aufnahme in die Hockey Hall of Fame geehrt. Er verstarb 1976 an Rachenkrebs.

## Sportliche Erfolge
- Stanley Cup: 1936, 1937 und 1943

### Persönliche Auszeichnungen
- NHL Second All-Star Team: 1945